# والدير بيريز
والدير بيريز (بالبرتغالية: Waldir Peres‏) (مواليد 2 يناير 1951 - 23 يوليو 2017) هو لاعب كرة قدم. يلعب مع منتخب البرازيل لكرة القدم. سبق له أن لعب في كأس العالم لكرة القدم مع منتخب بلاده.

## روابط خارجية
- والدير بيريز على موقع الاتحاد الدولي (مؤرشف)  (الإنجليزية)
- والدير بيريز على موقع قاعدة بيانات كرة القدم.إي يو (الإنجليزية)
- والدير بيريز على موقع ناشيونال فوتبول تيمز (الإنجليزية)
- والدير بيريز على موقع Soccerway.com (الإنجليزية)
- والدير بيريز على موقع عالم كرة القدم.نت (الإنجليزية)